# سایبان (رده)
سایبان، باباآدم جنگلی (نام علمی: Petasites) نام یک سرده از زیرخانواده کاسنیان آستروئیده است.